# Sendeturm Chasseral
Der Sendeturm Chasseral ist ein 114 Meter hoher Sendeturm in Beton/Stahlbauweise auf dem Chasseral in der Standortgemeinde Nods bei Biel, Schweiz. Die Sendeanlage Nods Chasseral (wie sie in offiziellen Publikationen geführt wird) wurde 1979 errichtet und fällt durch ihre klobige Bauweise auf. Der Turm ging 1983 in Betrieb und bietet nur auf Höhe des Erdgeschosses einen für die Öffentlichkeit zugänglichen Bereich. Im eigentlichen Turmkorb sind ausschliesslich die Betriebsgeschosse untergebracht.
Im Juni 2010 wurde der ursprünglich 120 Meter hohe Turm umgebaut. Im Rahmen dieses Umbaus erfolgte ein Kürzung der Sendemastspitze um 6 Meter durch den Abbau des alten GfK-Zylinders. Am 31. Dezember 2024, um Mitternacht, wurde die UKW-Ausstrahlung der SRG-Programme eingestellt.

## Antennenbestückung
Der Sendeturm ist mit zahlreichen Funkantennen bestückt:
| Antenne(n)                                                      | Montage in Etage                              | Bemerkung |
| --------------------------------------------------------------- | --------------------------------------------- | --- |
| Richtfunkantennen für Richtstrahlverbindungen                   | Auf diversen "braunen" Etagen                 | Richtfunkverbindungen werden vorwiegend zur redundanten Verbindung von Mobilfunk-Antennen und Polycom-Antennen mit ihrem Kernnetzwerk eingesetzt. Richtfunkverbindungen werden auch gerne für zeitkritische Anwendungen eingesetzt, welche eine sehr genaue Frequenz- und Phasensynchronisation benötigen. Zum Beispiel: Verteilung des DAB-Signals an die Sendeanlagen für den Betrieb im Gleichwellennetz (SFN). |
| Antennen für analoger Hörfunk (UKW) und digitaler Hörfunk (DAB) | "rotweisse" Etage und unterste "braune" Etage | Zahlreiche Antennen befinden sich im rot-weiss gestrichenen GfK-Zylinder Wegen der Fresnelzone sollten die im VHF-Frequenzbereich sendenden Antennen möglichst weit oben am Sendeturm montiert werden. Aus Kostenspargründen wurden einige Antennen auf der untersten "braunen" Etage montiert. |
| Mobilfunk-Antennen                                              | Auf diversen "braunen" Etagen                 | Sektorantennen versorgen die Umgebung mit terrestrischem Mobilfunk |
| EAN-Antennen                                                    | Oberste "braune" Etage                        | Drei EAN-Sektorantennen befinden sich in den drei grossen, weissen GfK-Zylindern auf dem Dach der obersten "braunen" Etage |
| Dipolantenne für das REGA-Funknetzwerk (Regacom)                | Oberste "braune" Etage                        | Diese Antenne befindet sich auf dem Dach der obersten "braunen" Etage am zweithöchsten Mast. Diese Antenne empfängt Notrufe über den Notrufkanal (161,300 MHz). |

## Frequenzen und Programme

### Digitaler Hörfunk (DAB)
DAB wird in vertikaler Polarisation und im Gleichwellenbetrieb mit anderen Sendern ausgestrahlt.
| Block                       | Programme | ERP (in kW) | Antennendiagramm rund (ND), gerichtet (D) | Gleichwellennetz (SFN) |
| --------------------------- | --- | ----------- | ----------------------------------------- | --- |
| 8B SMC_D03 BE-FR; (SUI4203) | DAB-Block der SwissMediaCast: - Radio Swiss Classic (64 kbit/s DAB+) - Radio Swiss Jazz (64 kbit/s DAB+) - Option Musique (64 kbit/s DAB+) - Couleur 3 (64 kbit/s DAB+) - Radio Bern 1 (64 kbit/s DAB+) - Radio BeO (64 kbit/s DAB+) - RadioFr. (64 kbit/s DAB+) - Radio 32 (64 kbit/s DAB+) - Canal3 (64 kbit/s DAB+) - neo1 (64 kbit/s DAB+) - Sunshine Radio (64 kbit/s DAB+) - Radio Freundesdienst (64 kbit/s DAB+) - Radio Gloria (64 kbit/s DAB+) - Virgin Rock Radio (64 kbit/s DAB+) - Energy Luzern (64 kbit/s DAB+) - GOAT Radio (64 kbit/s DAB+) - Thaalam Thamil 1 (64 kbit/s DAB+) - Radio RaBe (64 kbit/s DAB+)        | 12.8        | ?                                         | - Bern: Adelboden (Wintertal), Bern (Bantiger), Boltigen (Adlemsried), Brienz (Wellenberg), Burgdorf-Oberburg (Rothöchi), Chasseral, Diemtigen (Ufem Chrütz), Höfen (Beisseren), Huttwil (Hohfuren), Kandersteg (Büel), Köniz (Ulmizberg), Langnau im Emmental (Hirschmatt), Lauterbrunnen (Männlichen), Lenk-Metschstand (Hahnenmoos), Matten bei Interlaken (Ruuge), Orvin (Bözingenberg), Saanen (Hornfluh), Schattenhalb (Geissholzli), Zweisimmen (Heimersberg-Hüppiweid) - Freiburg: Freiburg (Kantonsspital) - Solothurn: Balsthal (Erzmatt), Dulliken (Engelberg), Oberdorf (Nesselboden) |
| 12A SRG SSR F01 (SUI0007A)  | DAB-Block der SRG SSR: - RTS Première (72 kbit/s DAB+) - Première-Bis (48 kbit/s DAB+) - RTS Espace 2 (96 kbit/s DAB+) - RTS Couleur 3 (80 kbit/s DAB+) - RTS Option Musique (80 kbit/s DAB+) - Radio SRF 1 BE FR VS(72 kbit/s DAB+) - Radio SRF Musikwelle (64 kbit/s DAB+) - Radio SRF 3 (64 kbit/s DAB+) - Radio SRF 4 News (56 kbit/s DAB+) - Radio Rumantsch (72 kbit/s DAB+) - Rete Uno (72 kbit/s DAB+) - Radio Swiss Pop (64 kbit/s DAB+) - Radio Swiss Jazz (64 kbit/s DAB+) - Radio Swiss Classic (72 kbit/s DAB+) | 12          | D (140–270°)                              | - Bern: Biel-Magglingen (Evilard Hohmatt), Chasseral, Ins (Schaltenrain-Fürstengräber), Loveresse (Moron Chez Joseph), Münster BE (Mont Graitery), Sonceboz (Cernil du bas) - Freiburg: Charmey (la Monse), Gurmels (Cordast), Freiburg im Üechtland-Innenstadt (Lorette), Montbovon, Sorens (Mont-Gibloux) - Genf: Genf-Innenstadt (Studio Carl Vogt), Mont Salève (Téléphérique) [FR] - Jura: Boncourt (Châtillon), Bourrignon (Les Ordons), Chevenez (sur le Patai), Courtemaîche, Delsberg (La Met), Noirmont (Roc Montès), Pruntrut (sur le Banne), Saint-Ursanne, Soyhières, Undervelier - Neuenburg: Brot-Plamboz (Solmon Val de Travers), La Brévine (Cerneux-Péquignot Charmottes), Chaux-de-Fonds (Mont Cornu), Cerneux-Pequignot (Maix-Rochat), Les Hauts-Geneveys (rue republique), Le Locle (Roche-Houriet), Saint-Sulpice NE (Haut de la Vy), La Sagne (Plature) - Waadt: Abbaye (Vallée de Joux/Pont-Agouillons), Bougy (Villars Signal), Chardonne (Mont Pèlerin), Château-d’Oex (Sarouche), Chavannes-sur-Moudon (Velotty), Chenit (Brassus), Cudrefin (Tremblex), La Dôle (Gingins), Fontanezier (Bonvillars Champs Lequet), Lausanne (Chailly), Lausanne (Renens), Lausanne-Bellevaux, Montana (Grand Signal), Olun (Chamossaire), Premier (Buclards), Sainte Croix-Auberson (la Broutire), Vallée de Joux (Pont-Agouillons) - Wallis: Arbaz/Ayent (Pas de Maimbré), Bagnes (Bruson Côt), Champéry, Evolène (La Forclaz quartier col), Grimentz (Roua), Martigny (Ravoire), Haute-Nendaz, Orsières-Champex (le Signal), Port Valais (Chalavornaire), Trient, Trient (vers le ponts), Troistorrents (Morgins) |
| 12C SRG SSR D01 (SUI0010A)  | DAB-Block der SRG SSR idée suisse: - Radio SRF 1 AG SO+ (64 kbit/s DAB+) - Radio SRF 1 BE FR VS+ (64 kbit/s DAB+) - Radio SRF 1 BS+ (64 kbit/s DAB+) - Radio SRF 1 GR+ (64 kbit/s DAB+) - Radio SRF 1 LU+ (64 kbit/s DAB+) - Radio SRF 1 SG+ (64 kbit/s DAB+) - Radio SRF 1 ZH SH+ (64 kbit/s DAB+) - Radio SRF 2 Kultur+ (96 kbit/s DAB+) - Radio SRF 3+ (72 kbit/s DAB+) - Radio SRF 4 News+ (56 kbit/s DAB+) - Radio SRF Musikwelle+ (72 kbit/s DAB+) - Radio SRF Virus+ (72 kbit/s DAB+) - RSI Rete Uno+ (72 kbit/s DAB+) - RTS Première (72 kbit/s DAB+) - Radio Rumantsch+ (72 kbit/s DAB+) - Radio Swiss Pop+ (64 kbit/s DAB+) | 18.2        | ?                                         | - Aargau: Baden-Freienwil (Hörndli), Frick (Frickberg), Hellikon, Möriken-Wildegg (Chestenberg), Reuenthal (Ried), Rietheim, Villigen (Geissberg), Wasserflue - Appenzell Ausserrhoden: Herisau (Ramsen), Wildhaus (Säntis) - Basel-Land: Langenbruck, Läufelfingen, Liestal (Seltisberg), Nenzlingen (Eggflue), Sissach (Metzenholden), Waldenburg (Richtiflu), Ziefen (Chöpfli) - Basel-Stadt: Basel (St. Chrischona) - Bern: Adelboden (Wintertal), Bern (Bantiger), Biel-Magglingen (Evilard Hohmatt), Boltigen (Jaunpass chline Bäder), Brienz (Wellenberg), Burgdorf-Oberburg (Rothöchi), Chasseral, Diemtigen,(Zwischenflüh), Dornegg (Rütschelen), Eggiwil (Hinterer Girsgrat), Gadmen-Hopflauenen (Hopflauiwald), Heimenschwand (Buchholterberg Schafegg), Höfen (Beisseren), Ins (Schaltenrain-Fürstengräber), Kandersteg (Büel), Konolfingen (Neuhaus), Langnau im Emmental (Hirschmatt), Lauterbrunnen (Männlichen), Lenk-Metschstand (Hahnenmoos), Niederhorn, Saanen (Hornfluh), Wyssachen (Mösli), Zweisimmen (Heimersberg-Hüppiweid) - Freiburg: Flamatt (Sonnhalde Silo), Guggisberg (Gusteren Zollhaus), Gurmels (Cordast) - Glarus: Engi (Lindenbodenberg), Glarus (Bergli), Linthal-Braunwald (Nussbüel-Schleimen) - Graubünden: Valzeina (Mittagplatte) - Luzern: Escholzmatt (Wiggen Mittlist Äbnit), Geuensee (Höchweidwald), Schüpfheim (Vöglisbergegg), Sörenberg (Rischli), Willisau (Aegerten), Wolhusen - Nidwalden: Engelberg-Wolfenschiessen (Stöck) - Obwalden: Sarnen-Obstalden (Moosacher) - Schaffhausen: Altdorf, Bargen, Schaffhausen (Cholfirst), Schleitheim (Mattenhof-Birbiste), Thayngen (Wippel) - Schwyz: Einsiedeln (Chummerweid), Oberiberg (Gadenstatt), Rigi (Kulm) - Solothurn: Balsthal (Erzmatt), Grindel (Moretchopf), Mümliswil (Regenrain), Olten (Engelberg), Rodersdorf (Grundacker), Solothurn-Oberdorf (Nesselboden), Welschenrohr (Räckholderhube) - St. Gallen: Rüthi (Bismer), St. Gallen (Chirchli Peter und Paul), Mels-Weisstannen (Eggli), Pfäfers-Vättis (Vättnerberg-Geisegg), Rorschach, Wattwil (Chapf), Ziegelbrücke (Biberlichopf) - Thurgau: Bischofszell Sitterdorf (Pierchäller), Elgg (Schneitberg), Fischingen-Dussnang (Tolebärg), Mammern (Seehalde), Ottenberg, Sirnach (Sirnachberg Bärgholz), Weiningen (Haslibuck) - Uri: Andermatt (Bäzberg), Andermatt (Nätschen), Attinghausen (Schiltwald), Spiringen-Bürglen (Eggenbergli) - Wallis: Binn (Giesse), Ferden (Färdaried), Feschel (Wilerzälg), Gondo (Alpje), Leukerbad (Bodmen), Saas-Fee (Plattjen), Visperterminen (Gebidem), Zermatt (Riffelalp), Zwischbergen-Simplon (Feerberg) - Zürich: Bachtel Kulm, Bülach (Eschenmosen), Steg-Fischenthal (Waldsberg), Wildberg (Egg Drifurri), Winterthur (Brüelberg), Zürich (Uetliberg), Zürich (Zürichberg) - Deutschland: Bad Säckingen (Eggberg), Konstanz (Fernmeldeamt), Hohentengen (Wannenberg) - Österreich: Bregenz (Pfänder) |

## Ehemalige Frequenzen und Programme

### Analoger Hörfunk (UKW)
Bis zur Abschaltung am 1. Januar 2025 wurden folgende Programme auf UKW gesendet:
| Frequenz (MHz) | Programm        | RDS PS            | RDS PI                | Regionalisierung     | ERP (kW) | Antennendiagramm rund (ND)/gerichtet (D) | Polarisation horizontal (H)/vertikal (V) |
| -------------- | --------------- | ----------------- | --------------------- | -------------------- | -------- | ---------------------------------------- | ---------------------------------------- |
| 102,3          | RTS La Première | RTS-1ERE          | 43D1                  | –                    | 20       | D (70–250°)                              | H                                        |
| 100,3          | Espace 2        | ESPACE2_          | 43D2                  | –                    | 20       | D (70–230°)                              | H                                        |
| 104,2          | Couleur 3       | COULEUR3          | 43D3                  | –                    | 20       | D (70–230°)                              | H                                        |
| 103,0          | Radio SRF 1     | SRF_1_BE _SRF_1__ | 44B1 (regional), 43B1 | Bern-Freiburg-Wallis | 20       | D (70–250°)                              | H                                        |
| 105,3          | Radio SRF 3     | _SRF_3__          | 43B3                  | –                    | 20       | D (70–250°)                              | H                                        |
| 107,3          | Rete Uno        | RETE_UNO          | 43E1                  | –                    | 20       | D (70–230°)                              | H                                        |

### Analoges Fernsehen (PAL)
Vor der Umstellung auf DVB-T diente der Sendestandort weiterhin für analoges Fernsehen:
| Kanal | Frequenz (MHz) | Programm | ERP (kW) | Sendediagramm rund (ND)/ gerichtet (D) | Polarisation horizontal (H)/ vertikal (V) |
| ----- | -------------- | -------- | -------- | -------------------------------------- | ----------------------------------------- |
| 22    | 479,25         | TSR 1    | 12       | D (80–170°)                            | H                                         |
| 25    | 503,25         | SF 1     | 12       | D (80–170°)                            | H                                         |
| 56    | 751,25         | TSI 1    | 15       | D (80–170°)                            | H                                         |
| 59    | 775,25         | TSR 2    | 15       | D (80–170°)                            | H                                         |
| 62    | 799,25         | SF zwei  | 15       | D (75°)                                | H                                         |

### Digitales Fernsehen (DVB-T)
Bis zum 3. Juni 2019 in DVB-T abgestrahlte Programme:
| Kanal | Frequenz (in MHz) | Multiplex | Programme im Multiplex                            | ERP (in kW) | Antennen- diagramm rund (ND) / gerichtet (D) | Polarisation horizontal (H) / vertikal (V) |
| ----- | ----------------- | --------- | ------------------------------------------------- | ----------- | -------------------------------------------- | ------------------------------------------ |
| 30    | 546               | SRG F01   | - RTS Un - SRF 1 - RSI LA 1 - RTS Deux            | 11          | D (290–40°)                                  | V                                          |
| 48    | 690               | SRG D01   | - SRF 1 - SRF zwei - SRF info - RSI LA 1 - RTS Un | 10          | D (80–90°, 180–190°)                         | V                                          |